# 维勒讷沃 (阿韦龙省)
维勒讷沃（法語：Villeneuve，法語發音：[vilnœv] ⓘ），有时亦称维勒讷沃达韦龙（法語：Villeneuve-d'Aveyron；或意译“阿韦龙新城”），是法国阿韦龙省的一个市镇，属于鲁埃格自由城区。

## 地理
维勒讷沃（44°26'14"N, 2°1'55"E）面积65.3 平方千米，位于法国奧克西塔尼大區阿韦龙省，该省份为法国南部内陆省份，位于法國中央高原南部，北起顺时针与康塔爾省、洛泽尔省、加尔省、埃罗省、塔恩省、塔恩-加龙省和洛特省接壤。
与维勒讷沃接壤的市镇（或旧市镇、城区）包括：富瓦萨克、马勒维尔、蒙萨莱斯、奥尔和里诺代、圣克鲁瓦、圣伊热斯特、圣雷米、萨勒-库尔巴蒂耶斯、科斯和迪耶日、图隆雅克。

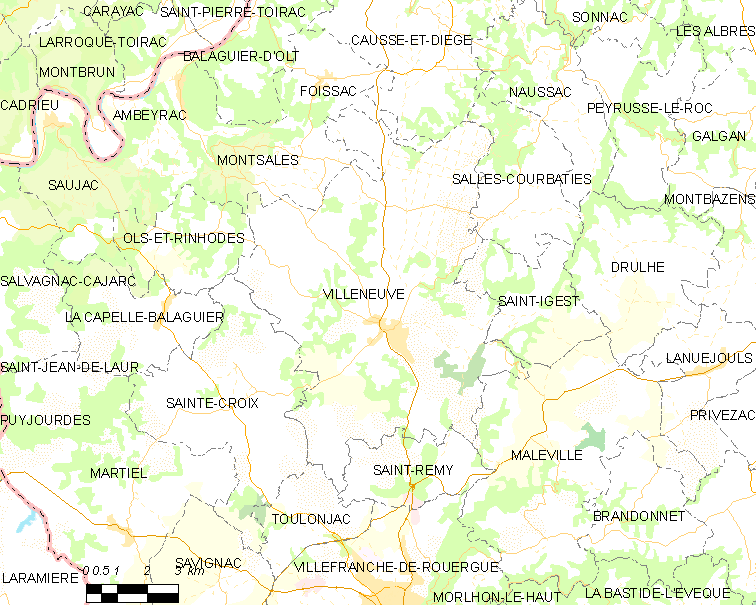
的OSM定位图

维勒讷沃的时区为UTC+01:00、UTC+02:00（夏令时）。

## 行政
维勒讷沃的邮政编码为12260，INSEE市镇编码为12301。

## 政治
维勒讷沃所属的省级选区为维勒讷瓦-维勒弗朗舒瓦县。

## 人口

1962-2008年间人口变化图示

维勒讷沃于2022年1月1日时的人口数量为1952人。